# رکوارو ترمه
رکوارو ترمه (به ایتالیایی: Recoaro Terme) یک کومونه در ایتالیا است که در استان ویچنزا واقع شده‌است. رکوارو ترمه ۶۰٫۰۶ کیلومتر مربع مساحت و ۷٬۲۷۰ نفر جمعیت دارد و ۴۴۵ متر بالاتر از سطح دریا واقع شده‌است.